# Maximiliano Garafulic
Maximiliano Garafulic Alfred (ur. 6 sierpnia 1938 w Antofagaście, zm. 23 listopada 2007 tamże) – chilijski koszykarz chorwackiego pochodzenia.
Ukończył studia medyczne na Universidad de Concepción na kierunku stomatologia.
W 1956 wraz z reprezentacją Chile zajął 8. miejsce na igrzyskach olimpijskich, na których rozegrał 7 meczów. W 1959 wystąpił na mistrzostwach świata, na których chilijska kadra zdobyła brązowy medal.
Reprezentował klub Sokol de Antofagasta. Po zakończeniu kariery był trenerem tego klubu.
Zmarł 23 listopada 2007 w szpitalu w Antofagaście z powodu zwłóknienia płuc. Pochowany został dwa dni później.
Był żonaty z Maríą Cristiną Rojas, z którą miał pięcioro dzieci.